# Карамоджа

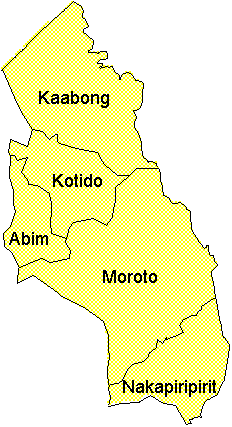
Округи Карамоджа

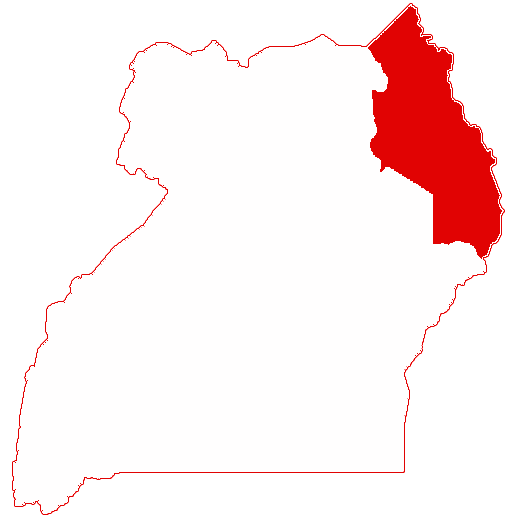
Розташування в Уганді

Карамоджа — назва важкодоступного через бездоріжжя субрегіону на північному сході Уганди. В адміністративному відношенні регіон об'єднує сім округів Північної області Уганди: Абім, Амудат, Каабонг, Котідьєн, Морото, Накапіріпіріт, Напак. Загальна площа близько 30 тис. кв.км. Карамоджа є місцем компактного проживання кількох нілотських народів. Мовою однією з основних народностей карамоджонг назва «Карамоджа» перекладається як «червона земля».